# Les Alluets-le-Roi
Les Alluets-le-Roi este o comună franceză situată în departamentul Yvelines, în regiunea Île-de-France.

## Geografie

### Localizare
Comuna Alluets-le-Roi se află în câmpia Versailles, în partea de nord a departamentului Yvelines, la aproximativ 15 kilometri vest de Saint-Germain-en-Laye, reședința de arondisment, și la aproximativ 24 kilometri nord-vest de Versailles, prefectura departamentului.

### Hidrografie
Nu există niciun sistem hidrografic de suprafață.

### Comune limitrofe
| Bazemont   | Ecquevilly | Morainvilliers |
|            |            | Orgeval        |
| Herbeville | Crespières |                |

### Geologie și relief
Comuna este mărginită la nord și la vest de pădurea cunoscută sub denumirea de Pădurea des Alluets.
Satul, situat pe un platou, atinge altitudinea de 187 m, cel mai înalt punct din Yvelines. Datorită acestei poziții înalte, clopotnița satului a fost utilizată ca punct de reper de Cassini pentru a întocmi, în secolul XVIII, celebrele sale hărți (cunoscute sub denumirea de hărțile lui Cassini).

### Căi de comunicație și transporturi

#### Axe de comunicație
Comuna este traversată din est în vest de drumul departamental 45 (Orgeval - Maule) și de drumul departamental 198, care duce spre Crespières, iar spre sud, începe din sat.

#### Transport feroviar
Cele mai apropiate stații SNCF sunt gările din Maule și Mareil-sur-Mauldre, care fac legătura cu Paris Montparnasse. Gările din Villennes, Poissy și L'Étang-la-Ville permit accesul către La Défense și gara Saint-Lazare.

### Climă
În 2010, clima comunei era de tip oceanic al câmpiilor din Centru și de Nord, conform unui studiu a CNRS care se baza pe o serie de date care acoperă perioada 1971-2000. În 2020, Météo-France a publicat o tipologie a climei din Franța metropolitană în care comuna este expusă la un climat oceanic și se încadrează în regiunea climatică sud-vestică a bazinului parizian, caracterizată prin precipitații scăzute, în special în primăvară (120 până la 150 mm) și o iarnă rece (3,5 °C).
Pentru perioada 1971-2000, temperatura medie anuală este de 10,5 °C, cu o amplitudine termică anuală de 14,6 °C. Cantitatea medie anuală de precipitații este de 685 mm, cu 10,7 zile de precipitații în ianuarie și 7,8 zile în iulie. Pentru perioada 1991-2020, temperatura medie anuală observată la stația meteorologică cea mai apropiată, situată în comuna Maule la 9 km distanță în linie dreaptă, este de 11,8 °C, iar cantitatea medie anuală de precipitații este de 677,0 mm.
Pentru viitor, parametrii climatici estimati pentru comună, pentru anul 2050, conform diferitelor scenarii de emisii de gaze cu efect de seră, pot fi consultati pe un site dedicat publicat de Météo-France în noiembrie 2022.

## Urbanism

### Tipologie
La 1 ianuarie 2024, Les Alluets-le-Roi este categorisită drept sat rural, conform noii grile comunale de densitate cu șapte niveluri definită de INSEE (Institutul Național de Statistică și Studii Economice) în 2022. Este situată în afara unității urbane. În plus, comuna face parte din aria metropolitană a Parisului, fiind una dintre comunele de la periferie, această zonă reunind 1.929 de comune.

### Utilizarea terenului
Teritoriul comunei se compune, în 2017, din 85,5 % spații agricole, forestiere și naturale, 2,6 % spații deschise artificialisate și 11,9 % spații construite artificialisate.
Teritoriul comunei este în mare parte rural, spațiul urban construit reprezentând 11,9 % din total, adică aproximativ 89 de hectare.
Spațiul rural este dedicat în principal agriculturii (culturi mari de cereale). Spațiile împădurite (99 ha) se află în principal la marginile nord și sud ale comunei.

## Toponimie
Numele localității este atestat sub formele Alluars, Allodia în 1197, Molerias de Allodiis în secolul XIII, Allodia Regis (Les Alluets le Roy) într-un act din 3 iunie 1374, Les Alleux-le-Roy în 1493. Forma franceză actuală Les Alluets-le-Roi apare în 1579.
Numele „Alluets” derivă din cuvântul „alleux” (din latinul allodia), care desemna, în franceza veche, terenuri excluse din sistemul feudal. Lipsită de orice stăpân, deși sub suveranitatea regelui Franței, aceasta aparținea în totalitate proprietarilor săi și nu dădea naștere la nici o redevență. În carta de francizare acordată în 1174 de regele Franței, Ludovic al VII-lea, care confirmă caracterul aleutier al teritoriului, prin această carte, locuitorii sunt scutiți de taxe și impozite, precum și de serviciul militar. Iar un privilegiu foarte important este că aceștia vor putea exercita singuri justiția mică și mijlocie, justiția mare rămânând un privilegiu al regelui. În schimbul tuturor acestor avantaje, locuitorii vor plăti regelui și lui Gazon de Poissy, stăpânul locului, dublul veniturilor pe care le plăteau anterior.
Satul, care era numit Molierias de Allodiis (Meulières des Alleuds) în secolul XIII, amintește de exploatarea importantă a carierelor și, mai ales, a pietrelor de moară din această regiune.
În timpul Revoluției Franceze, satul a fost rebotezat Alluets-la-Montagne.

## Istorie

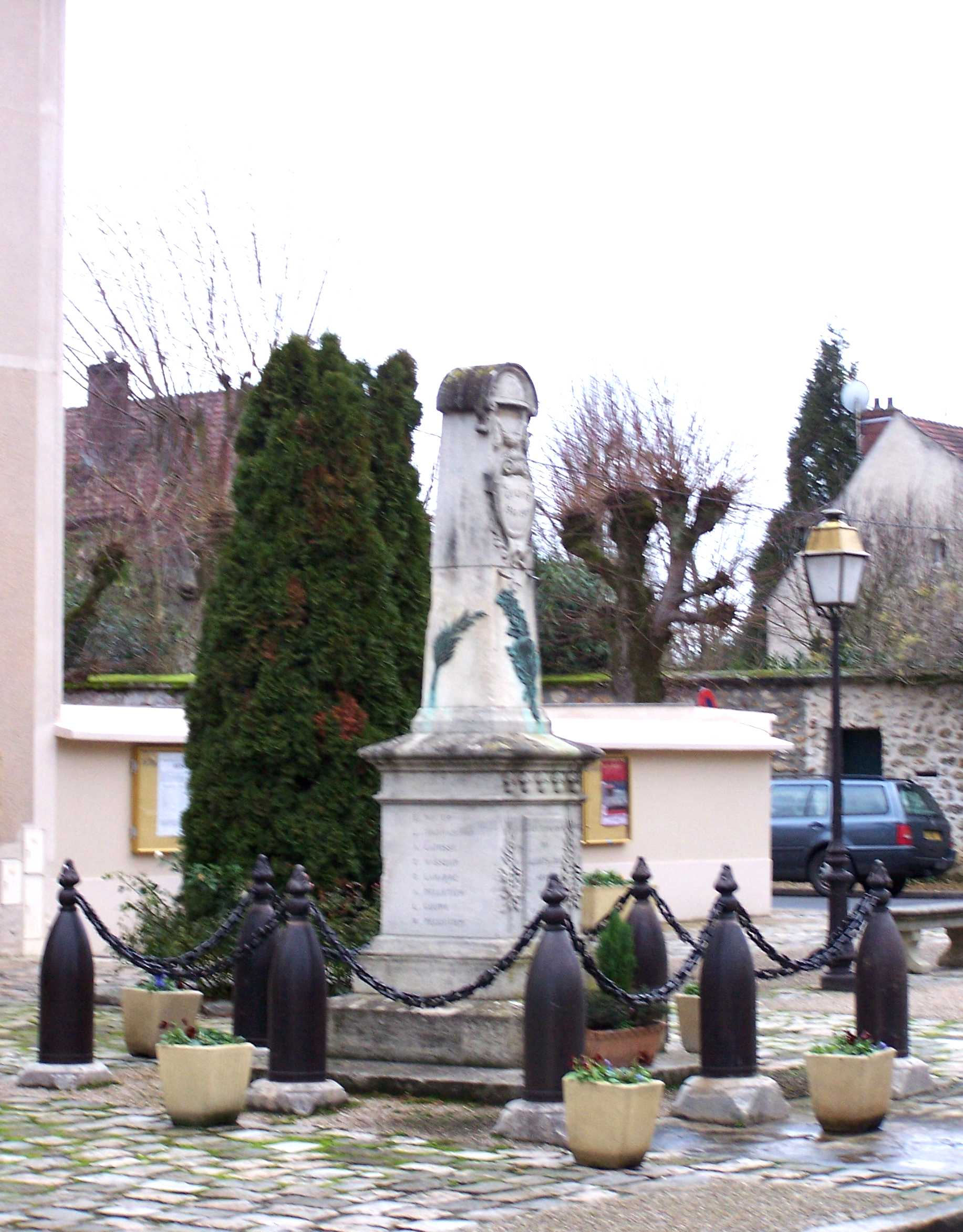
Monumentul dedicat eroilor se află în fața primăriei.

La începutul secolului IX, o mică comunitate de țărani dependenți de abația Saint-Germain-des-Prés, descrisă în Polyptyque d'Irminon, s-a stabilit la marginea marii păduri a Alluets pentru a deschide o mică poiană de defrișare. Lângă una dintre „granițele” mari (bucăți de pământ arabil ce puteau ajunge la mai multe zeci de hectare) ale domeniului feudal al marelui domeniu din Maule, aceștia ocupă patru „manses” și două „demi-manses” într-un cătun numit Hostoldi Villa, numele fiind păstrat astăzi de locul numit „les E(s)touvilles”. Un Simon, cavaler de Hestouvilla, este autorul unei donații de 20 de sous pentru morile din Paris către abația de Porrois (Port-Royal).
Confruntându-se cu vasalul său greu de stăpânit, ducele de Normandia, Ludovic al VII-lea a ordonat construirea unei fortărețe (menționată în carta sa). Aceasta făcea parte dintr-un ansamblu defensiv mai vast care proteja marginea vestică a Île-de-France. Distrusă în timpul luptelor crâncene din războiul de 100 de ani, poate reconstruită ulterior, totuși, încă mai existau suficiente resturi ale acesteia la începutul secolului XVIII, astfel încât contabilitatea stăpânilor din Maule menționa castelul și incinta acestuia la acea vreme. Deși locația fostului castel din secolul XVIII este bine identificată, nu există dovezi că turnul menționat în carta din 1174 se afla în același loc.

## Populația și societatea

### Date demografice
Evoluția numărului de locuitori este cunoscută prin recensămintele populației efectuate în comună începând din 1793. Pentru comunele cu mai puțin de 10 000 de locuitori, un recensământ al întregii populații este realizat la fiecare cinci ani, populațiile legale pentru anii intermediari fiind estimate prin interpolare sau extrapolare.
În 2022, comuna număra 1332 locuitori, în creștere cu +9,81 % față de 2016 (Yvelines: +2,72 %, Franța fără Mayotte: +2,11 %).
| An        | 1793 | 1821 | 1841 | 1856 | 1876 | 1886 | 1901 | 1921 | 1936 | 1962 | 1982 | 2006 | 2014 | 2022 |
| --------- | ---- | ---- | ---- | ---- | ---- | ---- | ---- | ---- | ---- | ---- | ---- | ---- | ---- | ---- |
| Populație | 453  | 533  | 552  | 475  | 448  | 468  | 383  | 347  | 379  | 393  | 826  | 1209 | 1237 | 1332 |

## Cultură locală și patrimoniu

### Locuri și monumente

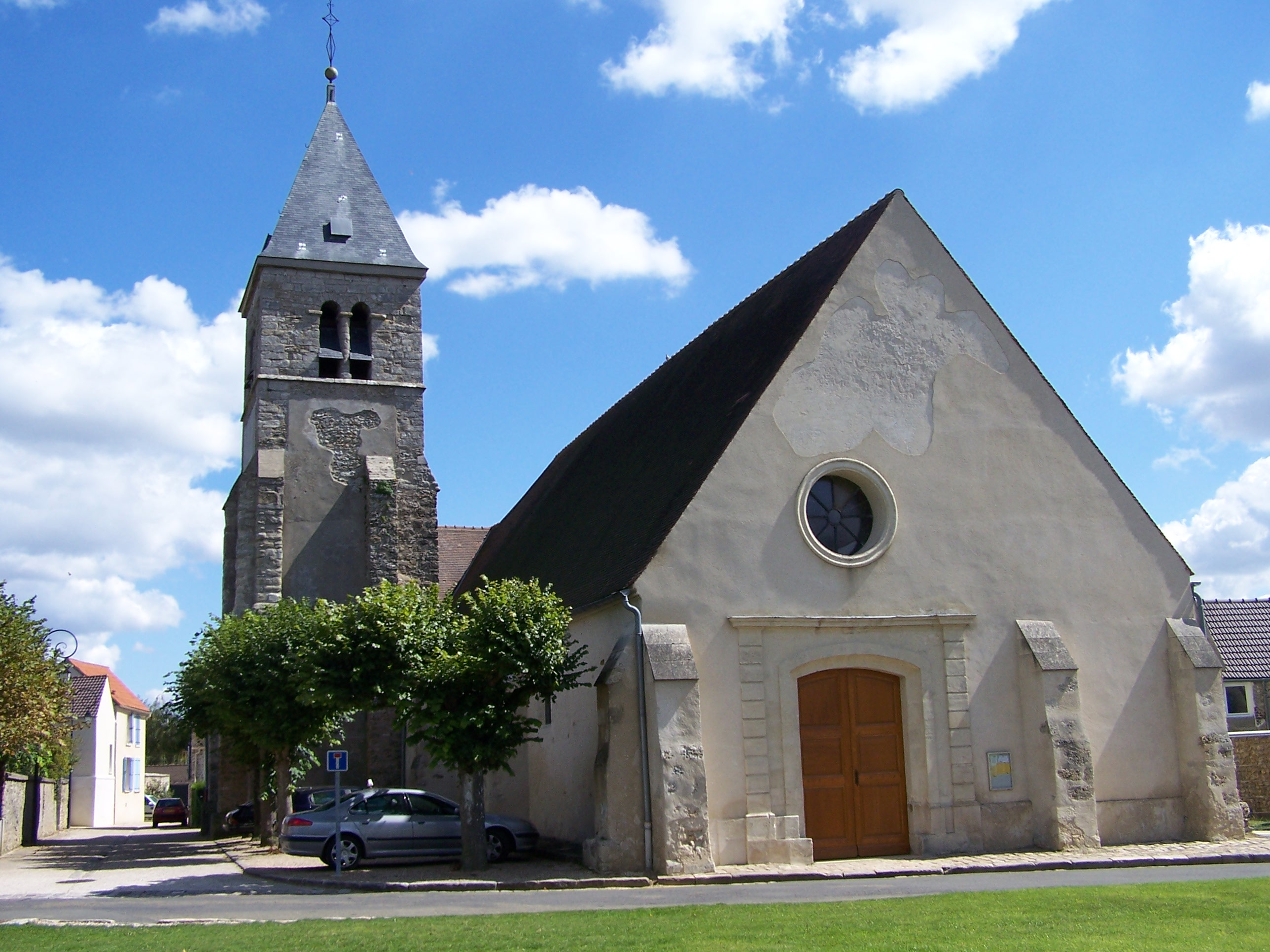
Biserica Saint-Nicolas

- Biserica Saint-Nicolas[32]

Clădire datând din secolul al XII-lea, cu un turn pătrat, absidă plată, navă cu cinci travee în arc complet și un colateral; baptisteriu, altar, tabernacol din lemn sculptat și pictat, o statuie a Fecioarei Maria din piatră din secolul al XIV-lea și una a sfintei Barbara din secolul al XV-lea.
În 2020, turnul bisericii a fost supus lucrărilor de restaurare. Inaugurarea turnului restaurat a avut loc în 2021.
- Fostele ferme de Clairbois, de la Choltière și de Saint-Sylvestre.
- Ceas solar pe o fațadă a rue Saint-Nicolas.